# Sesleria
Sesleria es un género de plantas herbáceas perteneciente a la familia de las poáceas. Es originario de  Eurasia.
Algunos autores excluyen los géneros Oreochloa, Psilathera, Sesleriella.

## Taxonomía
El género fue descrito por Giovanni Antonio Scopoli y publicado en Flora Carniolica 189. 1760.

## Especies
| - Sesleria achtarovii - Sesleria alba - Sesleria albanica - Sesleria albicans - Sesleria americana - Sesleria anatolica - Sesleria angustifolia - Sesleria apennina - Sesleria araratica - Sesleria arduini - Sesleria argentea - Sesleria autumnalis - Sesleria barcensis - Sesleria bielzii - Sesleria brevifolia - Sesleria budensis - Sesleria caerulea - Sesleria calcaria - Sesleria capitata - Sesleria caucasica - Sesleria cirtensis - Sesleria coerulans - Sesleria coerulea - Sesleria comosa - Sesleria confusa - Sesleria corsica - Sesleria cristata - Sesleria cylindrica - Sesleria dactyloides - Sesleria deyliana - Sesleria disticha - Sesleria doerfleri - Sesleria dura - Sesleria echinata' - Sesleria elongata | - Sesleria fallax - Sesleria filifolia - Sesleria flexuosa - Sesleria gigantea - Sesleria gracilis - Sesleria haynaldiana - Sesleria hercegovina - Sesleria heuflerana - Sesleria heufleriana - Sesleria hungarica - Sesleria insularis - Sesleria interrupta - Sesleria italica - Sesleria juncifolia - Sesleria kalnikensis - Sesleria klasterskyi - Sesleria korabensis - Sesleria krajinae - Sesleria lagopodioides - Sesleria latifolia - Sesleria leucocephala - Sesleria macrocephala - Sesleria marginata - Sesleria microcephala - Sesleria mollis - Sesleria mutica - Sesleria nitida - Sesleria orbelica - Sesleria ovata - Sesleria pallescens - Sesleria paparistoi - Sesleria paulowi - Sesleria pedemontana - Sesleria permixta - Sesleria phleoides | - Sesleria polyathera - Sesleria pontica - Sesleria pseudo-rigida - Sesleria pumilio - Sesleria pungens - Sesleria quitensis - Sesleria rigida - Sesleria robusta - Sesleria sadlerana - Sesleria sadleriana - Sesleria serbica - Sesleria seslerioides - Sesleria sillingerii - Sesleria skander-begii - Sesleria skipetarum - Sesleria sphaerocephala - Sesleria spicata - Sesleria stenophylla - Sesleria subacaulis - Sesleria tatrae - Sesleria taygetea - Sesleria tenella - Sesleria tenerrima - Sesleria tenuifolia - Sesleria transilvanica - Sesleria transsilvanica - Sesleria tuzsoni - Sesleria ujhelyii - Sesleria uliginosa - Sesleria vaginalis - Sesleria vallesiaca - Sesleria varia - Sesleria variabilis - Sesleria variegata - Sesleria wettsteinii |